# Parectopa oxysphena
Parectopa oxysphena är en fjärilsart som beskrevs av Edward Meyrick 1934. Parectopa oxysphena ingår i släktet Parectopa och familjen styltmalar. Inga underarter finns listade i Catalogue of Life.